# Синхуа
Синхуа́ (кит. упр. 兴化, пиньинь Xīnghuà) — городской уезд городского округа Тайчжоу провинции Цзянсу (КНР).

## История
Изначально эти места входили в состав уезда Хайлин (海陵县). В эпоху 5 династий и 10 царств в 920 году северная часть уезда Хайлин была выделена в отдельный уезд Синхуа (兴化县).
В январе 1950 года был создан Специальный район Тайчжоу (泰州专区), и уезд вошёл в его состав. В 1953 году была образована провинция Цзянсу; тогда же Специальный район Тайчжоу был расформирован, а входившие в него административные единицы перешли в состав Специального района Янчжоу (扬州专区). В 1971 году Специальный район Янчжоу был переименован в Округ Янчжоу (扬州地区). В 1983 году округ Янчжоу был преобразован в городской округ Янчжоу.
В 1987 году уезд Синхуа был преобразован в городской уезд.
В 1996 году из городского округа Янчжоу был выделен городской округ Тайчжоу, и городской уезд Синхуа вошёл в его состав.

## Административное деление
Городской уезд делится на 29 посёлков и 5 волостей.

## Экономика
Посёлок Чжухун в Синхуа — центр производства деревянных драконьих лодок. Также уезд известен своими волосатыми крабами.

## Достопримечательности
- Национальный парк водно-болотных угодий Лисяхэ[4]